# タミル・イーラム
タミル・イーラム（タミル語: தமிழ் ஈழம / tamiḻ īḻam、英: Tamil Eelam）とは、スリランカの北部と東部にタミル人過激派が建国を切望するタミル人の独立国家の国名。過激派組織の一つタミル・イーラム解放のトラ (LTTE) は、2009年に壊滅するまで、タミル人の分離独立（すなわちタミル・イーラム建国）に必要な土地を一部を管理下においていた。キリノッチ県、ムッライッティーヴー県の大半、マンナール県の一部、バブニヤ県の一部などである。しかし建国を主張する必要な範囲の大部分、たとえばジャフナ県、アンパーラ県、トリンコマリー県、バッティカロア県、プッタラム県などは終始スリランカ政府 (GOSL) の支配下にあった。
右図、色が着いている地域がタミル・イーラムの領域（2005年12月当時）。
そのうち
- █ ：赤部がタミル・イーラム解放のトラ (LTTE) 管理区域
- █ ：黄部がスリランカ政府 (GOSL) 管理区域
- █ ：橙部がLTTE、GOSL両組織の影響を受ける孤立地域

## 中心問題
イーラム（「母国」）の概念、すなわちスリランカのタミル人分離独立の問題は、50年以上続くスリランカ内戦の中心となる問題である。TULFはそもそも、1977年の選挙でスリランカ国内のタミル人分離独立を訴えたタミル系諸政党の連合体であり、同年の選挙では北部と東部の諸州で議員を当選させた。政府はこの分離の動きに対抗するため、翌1978年、すべての下院議員に国家統一支持の宣誓を義務づける新条項を憲法に追加した。その結果、TULFは議会への参加を拒否した。以来多数の過激派グループが、タミル人の国家独立を求めて武力闘争に入ることになった。
「タミル・イーラム」の名称はタミル統一解放戦線 (TULF) と過激派グループの両方が使用しているが、スリランカの北東部州だけを指している（主にタミル人が伝統的な母国としているジャフナ県、キリノッチ県、ムッライッティーヴー県を言う）。しかしながらイーラム人民革命解放戦線 (EPRLF) をはじめ初期の過激派グループの中には、タミル人が過半数を占める地域すべてを意味してイーラムの名称を使うものもあった。これには、土地所有（保有資産額？）ではタミル人が多数を占めるものの、伝統的にはシンハラ人の中心地域とされる内陸部地域も含まれていた。
ただし現在では、タミル人分離独立のための領土要求は実質的に北部と東部の諸州に限定されている。
1948年から2002年までの間、一期間でもタミル・イーラム独立のために活動した過激派グループは、およそ38ある。有名なものではタミル・イーラム解放のトラ（LTTE、タミルの虎とも呼ばれる）、タミル・イーラム解放機構 (TELO)、イーラム人民革命解放戦線 (EPRLF)、タミル・イーラム人民解放機構 (PLOTE)、イーラム革命学生組織 (EROS)、さらに知名度は下がるがタミル・イーラム軍 (TEA)、イランカイ自由タミル軍 (FTA)、社会主義革命社会解放軍などがある。
タミル人分離独立に反対する勢力は、タミル人はアパルトヘイト（民族差別）国家を作るつもりだと非難している。スリランカ統一のためのオーストラリアセンター (Australian Centre for Sri Lankan Unity) では、タミル人分離主義者は「タミル・イーラムという名のアパルトヘイト国家」を作ろうとしていると声明し、自治権移譲の試みは「アパルトヘイトと人種差別」の実例であるとした。

## 統治下の状況
内戦中、タミル・イーラム解放のトラ (LTTE) の統治下にあったスリランカの北部・東部は事実上の準独立国家として活動していた。独自の裁判所
、警察、
陸・海・空軍、
銀行
などを持っていたが、これら機関を公式に認めた国はひとつもなかった。そして電気と日用品は、A9とA15の2本の主要道路を通じてスリランカ政府 (GOSL) 掌握地域からの供給に依存していた。また独自の通貨はなく、スリランカの通貨を使用していた。空港は複数あり、空軍の作戦に使用されていた。近代的なターマック舗装の飛行場はスリランカ政府 (GOSL) の爆撃を受けたが、その後も機能していた。

## 参考書籍
1. ↑  TamilCanadian,
2. ↑  "A",
3. ↑  Area calculated from  statoids.com, including all districts of North Eastern Province and Puttalam District in North Western Province.
4. ↑  According to the 2001 Sri Lankan census, for all districts of North Eastern Province and Puttalam District in North Western Province.
5. ↑  The Devolution Law of Sri Lanka "A Critique", Australian Centre for Sri Lankan Unity, publication no. 25b.
6. 1 2  “Liberation Tigers of Tamil Eelam (LTTE)”.   South Asia Terrorism Portal. 2007年3月28日閲覧。
7. ↑  Pirapaharan opens Tamil Eelam Police HQ
8. ↑  “Tamil Eelam police”. Sri Lanka Monitor. (2002年) 2007年3月28日閲覧。
9. ↑  Rowland Buerk. “Tamil Tigers unveil latest tactic”.  BBC News. 2007年3月28日閲覧。
10. ↑  Tiger bank roars ahead